# 11449 Stephwerner
11449 Stephwerner eller 1979 QP är en asteroid i huvudbältet som upptäcktes den 22 augusti 1979 av den svenske astronomen Claes-Ingvar Lagerkvist vid La Silla-observatoriet i Chile. Den är uppkallad efter Stephanie C. Werner.
Den tillhör asteroidgruppen Koronis.